# Tardebigge
Tardebigge – wieś w Anglii, w hrabstwie Worcestershire, w dystrykcie Bromsgrove. Leży 21 km na północny wschód od miasta Worcester i 158 km na północny zachód od Londynu. Miejscowość liczy 3044 mieszkańców.